# Telmatobius philippii
Telmatobius philippii är en groddjursart som beskrevs av César C. Cuevas och J. Ramón Formas 2002. Telmatobius philippii ingår i släktet Telmatobius och familjen Ceratophryidae. IUCN kategoriserar arten globalt som otillräckligt studerad. Inga underarter finns listade i Catalogue of Life.